# Pseudoxandra angustifolia
Pseudoxandra angustifolia är en kirimojaväxtart som beskrevs av Paulus Johannes Maria Maas. Pseudoxandra angustifolia ingår i släktet Pseudoxandra och familjen kirimojaväxter. Inga underarter finns listade i Catalogue of Life.